# Municipio de Big Stone (Dakota del Sur)
El municipio de Big Stone (en inglés: Big Stone Township) es un municipio ubicado en el condado de Grant en el estado estadounidense de Dakota del Sur. En el año 2010 tenía una población de 314 habitantes y una densidad poblacional de 3,58 personas por km².

## Geografía
El municipio de Big Stone se encuentra ubicado en las coordenadas 45°16′54″N 96°31′9″O / 45.28167, -96.51917. Según la Oficina del Censo de los Estados Unidos, el municipio tiene una superficie total de 87.68 km², de la cual 81,97 km² corresponden a tierra firme y (6,5 %) 5,7 km² es agua.

## Demografía
Según el censo de 2010, había 314 personas residiendo en el municipio de Big Stone. La densidad de población era de 3,58 hab./km². De los 314 habitantes, el municipio de Big Stone estaba compuesto por el 96,5 % blancos, el 0,64 % eran afroamericanos, el 1,27 % eran asiáticos y el 1,59 % eran de una mezcla de razas. Del total de la población el 0 % eran hispanos o latinos de cualquier raza.